# نصب جون داي التذكاري الوطني لحقول المستحثات
نصب جون داي فوسيل بيدز الوطني هو نصب تذكاري وطني أمريكي يقع في مقاطعتي ويلر وجرانت في شرق وسط ولاية أوريغون. تقع الحديقة داخل حوض نهر جون داي وتديرها دائرة المتنزهات الوطنية، وهي معروفة بطبقاتها المحفوظة جيدًا من النباتات الأحفورية والثدييات التي عاشت في المنطقة بين أواخر العصر الإيوسيني، أي حوالي 4500 قبل الميلاد. منذ ملايين السنين، وأواخر العصر الميوسيني، حوالي 5 منذ ملايين السنين. يتكون النصب التذكاري من ثلاث وحدات منفصلة جغرافيًا: صخرة الأغنام، والتلال المرسومة، وكلارنو.
وتغطي الوحدات مساحة إجمالية قدرها 13,944 أكر (5,643 ها) من الأراضي الشجرية شبه الصحراوية، والمناطق النهرية ، والأراضي القاحلة الملونة. زار حوالي 210 ألف شخص الحديقة في عام 2016 لممارسة الأنشطة الترفيهية في الهواء الطلق أو لزيارة مركز توماس كوندون لعلم الحفريات أو المنطقة التاريخية لمزرعة جيمس كانت.
قبل وصول الأوروبيين الأمريكيين في القرن التاسع عشر في القرن العشرين، كان حوض جون داي يرتاده شعب الصحابة الذين كانوا يصطادون ويصطادون الأسماك ويجمعون الجذور والتوت في المنطقة. وبعد أن أدى بناء الطرق إلى تسهيل الوصول إلى الوادي، أنشأ المستوطنون المزارع والمراعي وعددًا قليلًا من البلدات الصغيرة على طول النهر وروافده. كان علماء الحفريات يقومون باكتشاف ودراسة الحفريات في المنطقة منذ عام 1864، عندما أدرك توماس كوندون، وهو مبشر وجيولوجي هاوٍ، أهميتها وجعلها معروفة عالميًا. أصبحت أجزاء من الحوض نصبًا تذكاريًا وطنيًا في عام 1975.
يبلغ متوسط ارتفاعه حوالي 2,200 قدم (670 م) في الارتفاع، يتمتع النصب بمناخ جاف مع درجات حرارة تتراوح من أعلى مستوياتها في الصيف إلى حوالي 90 °ف (32 °م) إلى أدنى درجات الحرارة في الشتاء تحت الصفر. يحتوي النصب التذكاري على أكثر من 80 نوعًا من التربة التي تدعم مجموعة واسعة من النباتات، بدءًا من أشجار الصفصاف بالقرب من النهر إلى الأعشاب على المراوح الطميية إلى الصبار بين الصخور على ارتفاعات أعلى. تشمل الحيوانات أكثر من 50 نوعًا من الطيور المقيمة والمهاجرة. وتتردد الثدييات الكبيرة مثل الأيائل والحيوانات الأصغر مثل الراكون والقيوط والفئران على هذه الوحدات.